# Істра 1961
«І́стра 1961» (хорв. Nogometni klub Istra 1961) — хорватський футбольний клуб з міста Пула. Заснований у 1961 році.

## Досягнення
- Фіналіст кубка Хорватії: 2003, 2021